# Sieben Pfoten für Penny
Sieben Pfoten für Penny ist eine Jugendbuchserie von Thomas Brezina, die seit 1994 im Ravensburger-Verlag erscheint. In der Serie geht es um Penny Moosburger, die Tochter eines Tierarztes aus Salzburg und ihre beiden Hunden Milli, eine Tibetanische Tempelhündin und Robin, ein Berner Sennenhund. In den Büchern erlebt Penny allerlei Abenteuer mit verschiedenen Tieren und Erwachsenen, die mit den Tieren nicht immer sorgfältig umgehen. Aber auch in der Liebe macht sie die ersten Erfahrungen. Bisher sind 38 Bände, vier Sonderbände und ein Doppelbandbuch mit je ungefähr 160 Seiten erschienen. Daneben existiert auch eine Hörspielserie, die mittlerweile vierzehn Tonträger umfasst.

## Figuren
- Penny Moosburger, die mit vollen Namen Penelope heißt, ist ein vierzehnjähriges blondes Mädchen, dessen Lieblingssport das Reiten ist. Sie ist eine engagierte Tierschützerin und kümmert sich liebevoll um die vielen Tiere, die in der Tierarztfamilie aufgenommen werden. Dabei gerät sie immer wieder in Konflikte mit Erwachsenen, die es nicht gut mit Tieren meinen.  Penny hat vier verschiedene Tagebücher: In das rote trägt sie Sachen ein, die sie zornig machen, in das rosafarbene trägt sie ihre Gefühle ein, in das blaue die traurigen Sachen und die schönen in ein grünes Tagebuch.
- Matthias Moosburger ist der Vater von Penny und Tierarzt von Beruf. Er ist 45 Jahre alt und kümmert sich gerne um verlassene und gequälte Tiere und kann dabei auch mal darüber hinwegsehen, wenn seine Tochter in ihrer Tierliebe gegen Regeln verstößt. Aber er mag es nicht, wenn man ihn anlügt.
- Margit Moosburger ist eine renommierte Biologin und Verhaltensforscherin, deren Hobby die Rosenzucht ist. Sie hat während des Studiums ihr erstes Kind bekommen und nachher ein Gorillaprojekt in Afrika geleitet. Sie ist der ruhende Pol in der Familie Moosburger.
- Milli ist ein Lhasa Apso mit drei weißen und einer schwarzen Pfote. Sie kam als schwerverletztes Findelkind zu Penny, die sie wieder gesund pflegte.
- Robin ist ein Berner Sennenhund, der eine Menge Tricks beherrscht, da er als Filmhund ausgebildet wurde. Er ist Penny deswegen oft eine große Hilfe bei ihren Abenteuern. Nur vor Wasser hat er große Angst. Ab Ende des ersten Bandes überwindet er aber ein bisschen seine Angst, indem er Penny rettet/zur Hilfe kommt.
- Kolumbus ist der sechzehnjährige Bruder Pennys. Er ist ein Mädchenschwarm und geht Penny meistens ziemlich auf die Nerven.
- Romeo ist elf Jahre alt und der kleine Bruder von Penny. Dank ihm und seinem Unfug geht es immer rund in der Familie. Er ist großer Fastfood-Fan.
- Elvis, der eigentlich Franz heißt, ist der siebzehnjährige Tierpfleger in der Praxis von Dr. Moosburger. Er ist Pennys Freund und hilft ihr bei Problemen.
- Ivan ist der sechsundzwanzigjährige Haushalter der Familie Moosburger. Er ist ein Punk und kennt sich gut in der Stadt aus.

## Bücher
1. Was ist schon ein Hundeleben?[1][2]
2. Sturmwind darf nicht sterben
3. Freiheit für einen Delfin
4. Lasst den Bären leben!
5. Vorsicht Fallensteller!
6. Rettet den Ponyhof
7. Schluss mit Tierversuchen!
8. Robbenbaby in Gefahr
9. Ein Schwein zum Knutschen!
10. Gefährlicher Frühling
11. Ein Pferd im Badezimmer
12. Drei Welpen und ein Baby
13. So ein Affenzirkus
14. Falsche Freunde!
15. Eine Party für den Wal
16. Eine Katze namens Mozart
17. Das verschwundene Tagebuch
18. Eine coole Kuh
19. Mein Freund, der Wolf
20. Gorilla mit Geheimnis
21. Ein Fohlen-Frühling
22. Brüder und andere Katastrophen
23. Vier ausgeflippte Pinguine
24. Löwenstarke Freundinnen
25. Hilfe, meine Familie spinnt!
26. Nachhilfe für Elefanten
27. Verknallte Koalas (Ein Tierbaby kommt selten allein)
28. Pennys verrückte Tiershow
29. Verrat auf der Rennbahn
30. Liebesbriefe vom Känguru
31. Sprachkurs mit Delfinen
32. Beste Freundinnen und andere Ziegen
33. Picknick mit Wildpferden
34. Jungs und andere Esel
35. Pony verzweifelt gesucht!
36. Ein Pandababy zum Verlieben
37. Ich glaub, mich laust der Affe!
38. Zauberhafte Geheimnisse (Wilde Weihnachten)

Sonderbände
- Tierisch starke Freunde (4 ausgeflippte Pinguine, Pennys verrückte Tiershow)
- Das Schloss der weißen Pferde
- Ein Pferd fürs Leben
- Wilde Weihnachten (38)
- Ein Tierbaby kommt selten allein (27)

## Hörspiele
1. Rettet den Ponyhof (1999)[3]
2. Eine Katze namens Mozart (1999)
3. Ronny das Robbenbaby (1999)
4. Mein Freund, der Wolf (1999)
5. Freiheit für Flipper II (1999)
6. Ein Schwein zum Knutschen (1999)
7. Schluss mit Tierversuchen (2000)
8. Fohlen-Frühling (2000)
9. Gorilla mit Geheimnis (2000)
10. Brüder und andere Katastrophen (2000)
11. Eine Party für den Wal (2001)
12. So ein Affenzirkus (2001)
13. Löwenstarke Freundinnen (2002)
14. Nachhilfe für Elefanten (2002)

Die erste Folge der Sieben Pfoten für Penny Hörspielserie erschien im September 1999. H. G. Francis war für die Hörspielbearbeitung bis einschließlich Folge zwölf zuständig. Sven Stricker und Bodo Klose führte die Regie. Sven Stricker nahm in Folge 13 und 14 auch die Hörspielbearbeitung vor.
Thea Frank ist die Sprecherin der Penny in der Serie. 2001 und 2002 wurde sie als Beste Sprecherin in einer Hauptrolle für den Publikumspreis des Hörspielawards nominiert. 2002 gewann sie den Kritikerpreis des Hörspielawards als Beste Sprecherin in einer Hauptrolle. Außerdem war auch die Sieben Pfoten für Penny Hörspielserie im Jahr 2002 als Beste Serie für den Publikumspreis des Hörspielawards nominiert. Noch im selben Jahr wurde die Serie mit der 14. Folge Nachhilfe für Elefanten eingestellt.